# Либ, Билл
Вильгельм Энтон «Билл» Либ (21 сентября 1966, Вена, Австрия) — австро-канадский музыкант и музыкальный продюсер, сооснователь и фронтмен группы Front Line Assembly.

## Музыкальная карьера
Либ начал свою музыкальную карьеру во влиятельной индустриальной группе Skinny Puppy в 1984 году, взяв себе псевдоним «Вильгельм Шрёдер». Он играл на басс-синтезаторе и, время от времени, в качестве бэк-вокалиста, принимал участие в студийных записях группы, а также на её концертах. Решение покинуть Skinny Puppy Либ принял в середине 1986 года, с целью сформировать свой собственный проект, в котором он смог бы воплотить свои идеи. Так появилась группа Front Line Assembly, которую Билл Либ основал с Майклом Балчем. В дальнейшем Балч покинул команду, и Билл Либ продолжал работать с такими музыкантами, как Рис Фалбер и Крис Петерсон.
Несмотря на то, что Front Line Assembly существенно повлияла на развитие электронного индастриала в 1990-х годах, и по сей день популярна среди любителей подобной музыки, настоящие успех и известность Либу принёс его побочный проект Delerium, песня «Silence» которого, записанная при участии известной широкой публике канадской певицы Сары Маклахлан, является одним из самых узнаваемых хитов 1990-х годов, и до сих пор используется многими диджеями со всего мира в качестве основы для ремикса.
Музыкальные проекты, в которых Билл Либ принимал участие:
- Front Line Assembly
- Delerium
- Synæsthesia
- Cyberaktif (с участниками Skinny Puppy cEvin Key и Dwayne Goettel[англ.])
- Noise Unit[англ.]
- Mediaeval Baebes
- Intermix
- Equinox
- Skinny Puppy
- Fauxliage[англ.]
- Pro>Tech

## Личная жизнь

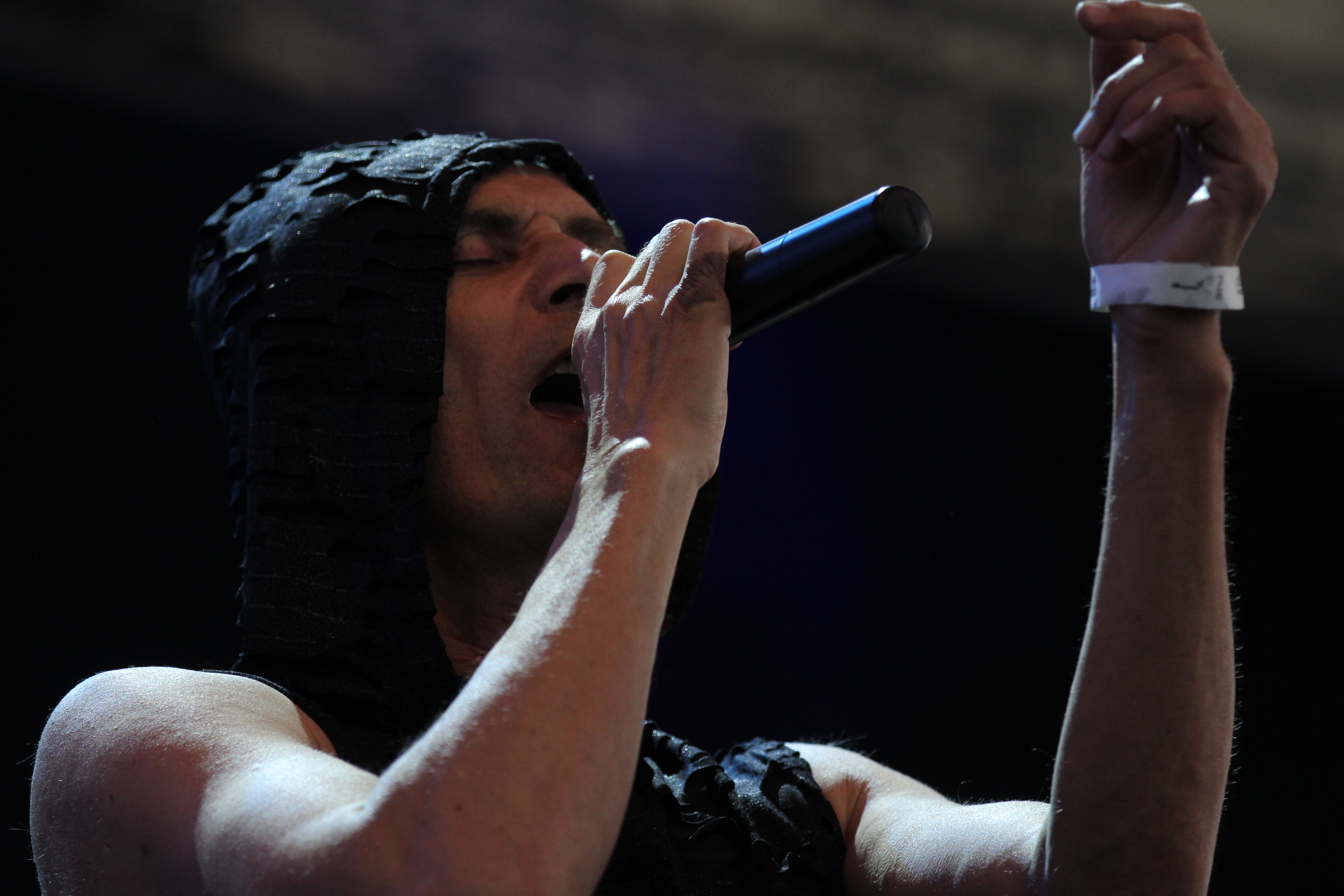
Front Line Assembly на Blackfield festival, 2014

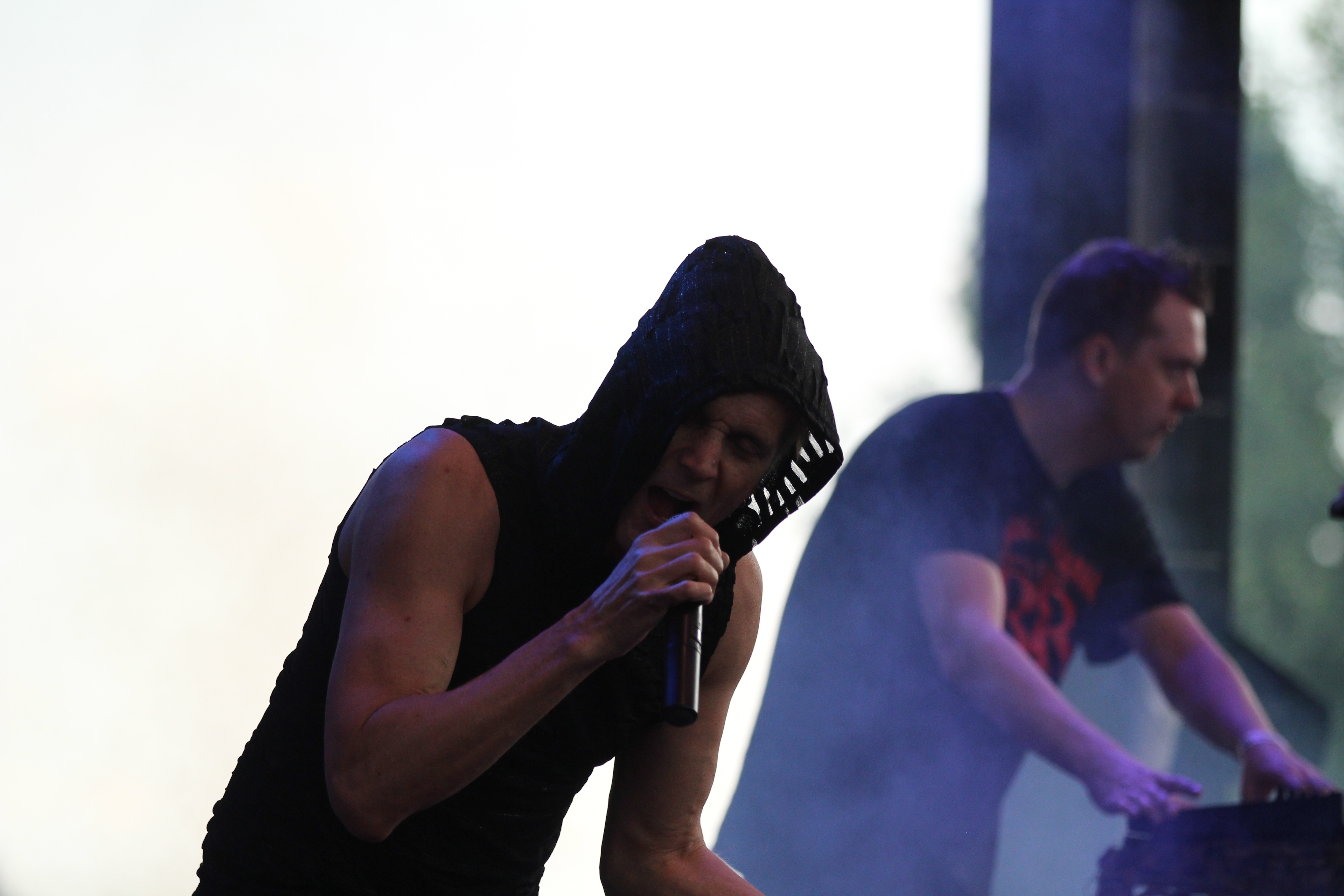
Blackfield 2014

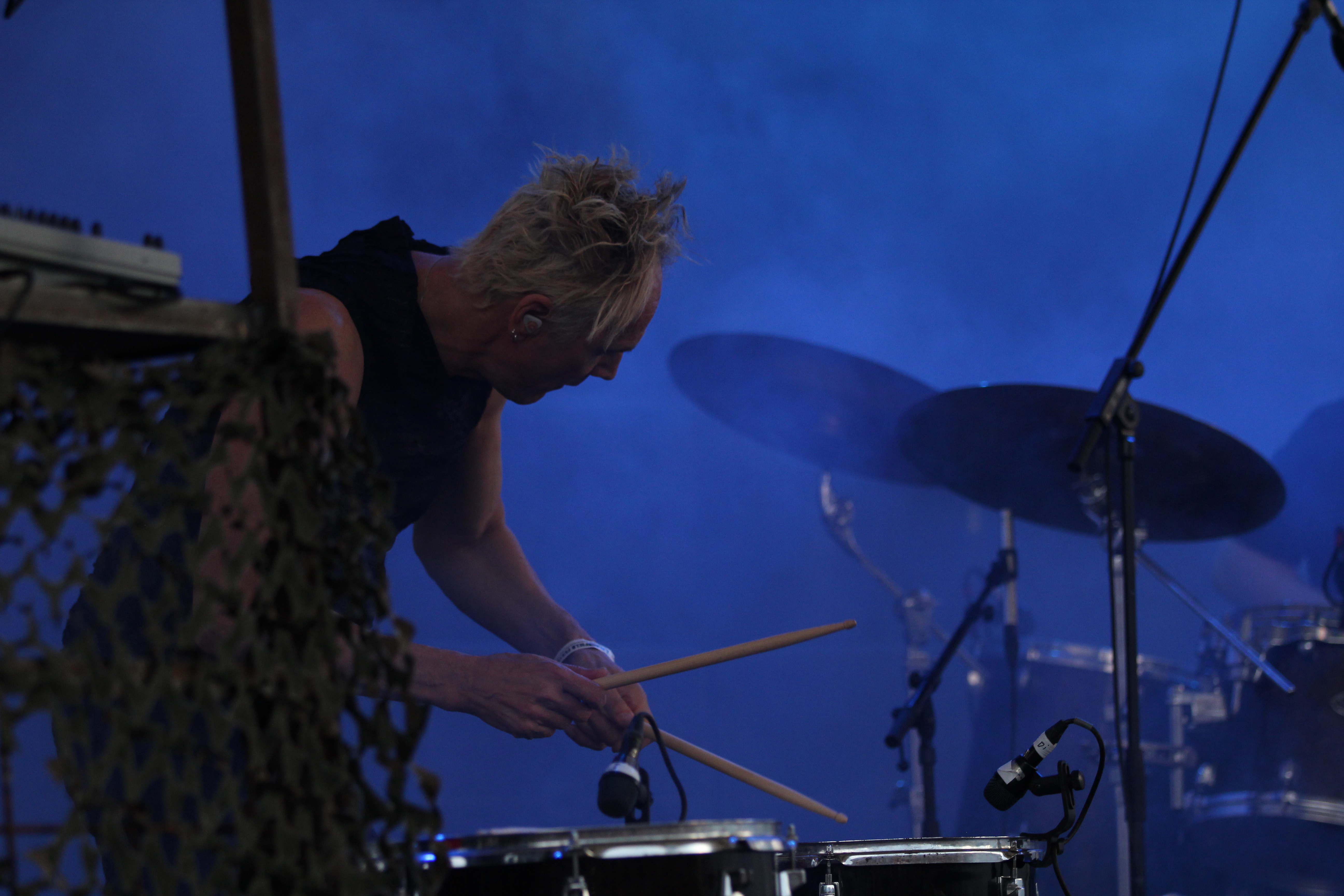
Blackfield 2014

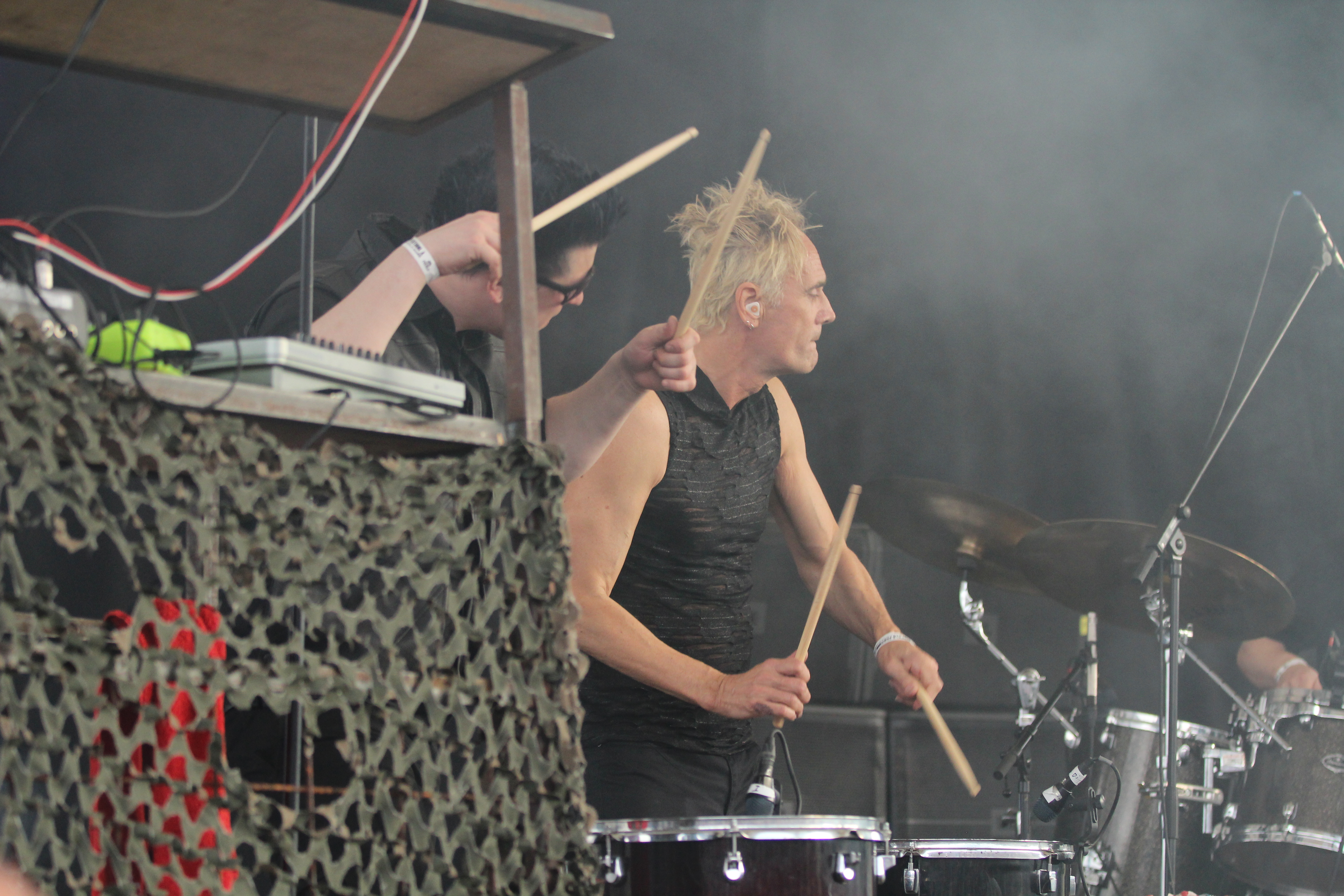
Blackfield 2014

Имеет австрийское и канадское гражданство, свободно говорит на немецком и английском языках. В 13 лет переехал со своей семьёй в Китимат (Британская Колумбия), где был учеником средней школы Маунт Элизабет. После окончания школы, Билл поступил в колледж Кеймосан (Виктория), в котором на протяжении двух лет обучался журналистике. Окончив колледж, Либ перебрался в Ванкувер, в котором живёт и по сей день.
Был женат на художнице Carylann Loeppky, отношения с которой продлились более 20 лет. Она занималась оформлением альбомов FLA и Delerium, а также принимала участие в гастрольной жизни обеих групп, отвечая за визуальные части выступлений, а также оформление и продажу товаров.